# لطفاء ولاعبون
لطفاء ولاعبون (بالإنجليزية Gentlemen & players) هي رواية من تأليف الكاتبة البريطانية جوان هاريس نشرت عام 2005.